# Голяково (Ивановская область)
Голяково — деревня в Ивановском районе Ивановской области России. Входит в состав Коляновского сельского поселения.

## География
Находится у реки Востра, являющаяся административной границей с Лежневским районом. В радиусе менее километра находятся деревни Горшково Ивановского района, Апаницыно и Горшково Сабиновского сельского поселения Лежневского района.

## История
Входит в Коляновское сельское поселение с момента образования 25 февраля 2005 года в соответствии с Законом Ивановской области № 40-ОЗ

## Население
| 1859 | 1905 | 2010 |
| ---- | ---- | ---- |
| 58   | →58  | ↘35  |

### Национальный и гендерный состав
Согласно результатам переписи 2002 года, в национальной структуре населения русские составляли 83 % из 6 чел., из них по 3 мужчины и женщины.

## Инфраструктура
Личное подсобное хозяйство.

## Транспорт
Деревня доступна автотранспортом. 